# Felgensägmühle
Die Felgensägmühle ist eine abgegangene Sägemühle auf der Gemarkung der Gemeinde Alfdorf im baden-württembergischen Rems-Murr-Kreis.

## Lage
Die Mühle befand sich im Tal des südlich zur Lein laufenden Reichenbachs östlich von Alfdorf-Hintersteinenberg und westlich von Spraitbach-Hinterlintal.

## Geschichte
Die Felgensägmühle erscheint auf der Ur-Karte der Württembergischen Landesvermessung von 1830 als Felgen Sägmühle. Um 1890 wurde die Siedlung aufgegeben.